# اوموراجی
اوموراجی (به ژاپنی: 大連 Ō-muraji) به عنوان یکی از مقام‌های دوران پادشاهی یاماتو در دوره کوفون گفته می‌شود. این مقام در کنار مقام او-اومی (وزیر مالی و خارجه) مهمترین مقامِ وزارت در پادشاهی یاماتو به شمار می‌آمد. اوموراجی شخصی بود که فرماندهی سپاه را عهده‌دار بود. این مقام ابتدا از بین اعضای خاندان اوتومو و خاندان مونونوبه انتخاب می‌شد اما پس از آنکه خاندان اوتومو مقام خود را از دست داد، کسب مقام اوموراجی به انحصار خاندان مونونوبه درآمد. خاندان مونونوبه مخالف گسترش آیین بودایی در ژاپن بود و بر همین اساس و همچنین بر سر مسئلهٔ جانشینی امپراتور یومی به مقابله با خاندان سوگا که از طرفداران آیین بودا بود درآمد. در اواخر قرن ششم در جنگی که میان این دو جناح در گرفت آخرین اوموراجی به نام مونونوبه  نو موریا (۵۸۷-؟)  توسط  سوگا نو اوماکو که از اعضای خاندان سوگا بود، کشته شد.